# Volkswagen Samba

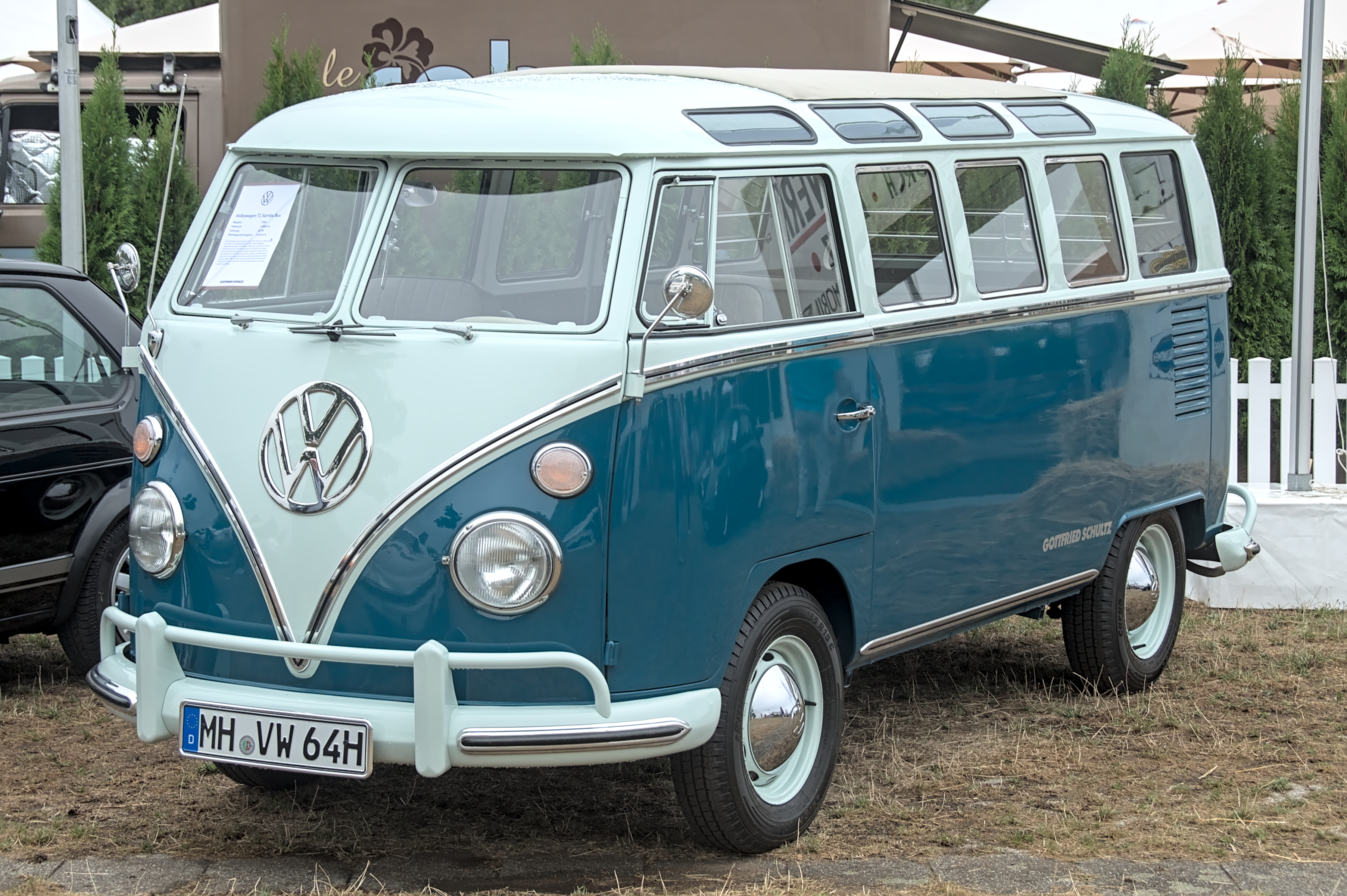
Volkswagen T1 Samba Classic

A Volkswagen Samba busz, más néven a T1-es modell, egy igazi ikonná vált a közlekedés történetében. Az 1950-es években bemutatott modell azóta is a szabadidő és a kaland szimbóluma, amely nemcsak a hippik kultúrájában játszott fontos szerepet, hanem a családi kirándulások és az utazások kedvelt járműve is lett.
A Volkswagen Samba busz 1950-ben debütált, mint a Volkswagen Transporter első generációs modellje. Az autó tervezése során az alapgondolat az volt, hogy egy praktikus és sokoldalú járművet alkossanak meg, amely képes megfelelni a családok és vállalkozások igényeinek egyaránt. Az ikonikus formatervezés – széles, lapos orr és kerek fényszórók – gyorsan népszerűvé tette az autót. A Samba különlegessége abban rejlik, hogy nemcsak egy egyszerű furgonról van szó; az extra ablakoknak köszönhetően világosabb belső teret biztosít, ami ideálissá tette kirándulásokhoz és utazásokhoz. A modellek között több változat is elérhető volt: a klasszikus 21-ablakos verziótól kezdve egészen a 23-ablakosig.
A Volkswagen Samba busz nemcsak stílusos dizájnjával vonzza a figyelmet, hanem funkcionális tulajdonságai is kiemelkedőek. Az autó tágas belső terében akár 9 fő kényelmesen elfért, így tökéletes választás volt családi kirándulásokra vagy baráti összejövetelekre. Az autó motorja meglepően erős volt ahhoz képest, hogy milyen nagy méretű járműről beszélünk. A klasszikus 1.2 literes motor elegendő teljesítményt nyújtott ahhoz, hogy zökkenőmentesen közlekedjen városi környezetben és országúton egyaránt. Az alacsony üzemanyag-fogyasztás pedig tovább növelte népszerűségét.

## Hippibusz: A béke és szeretet szimbóluma

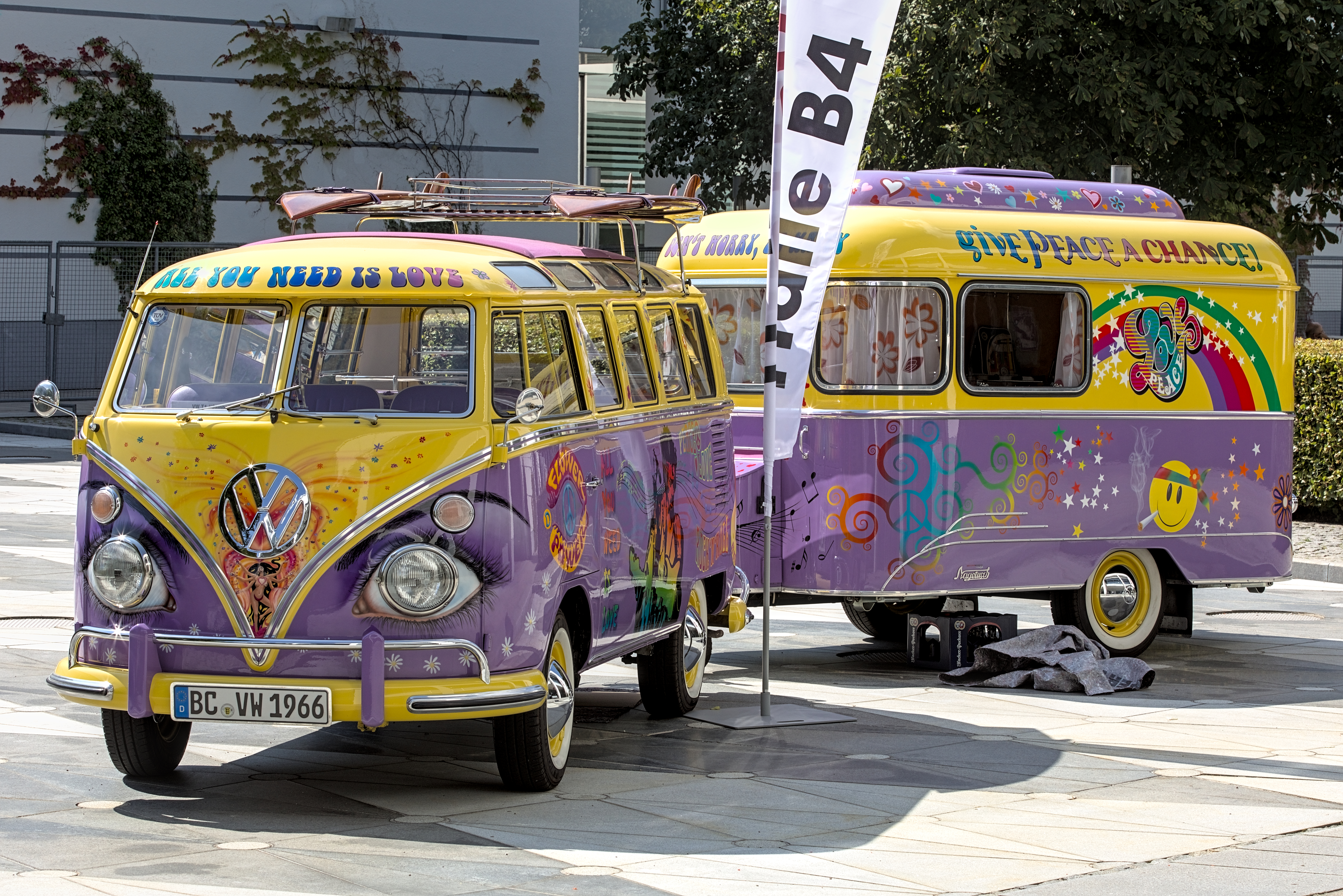

A Volkswagen Samba hippibusz, egy ikonikus szimbólum, amely a béke és szeretet mozgalmának szellemiségét testesíti meg. Az 1960-as évek ellenkultúrájának szerves részévé vált, és mára világszerte a szabadság, a közösség és a szeretet jelképévé nőtte ki magát. 
Az 1960-as években a hippi kultúra terjedésével párhuzamosan a VW busz vált az ellentétes nézeteket vallók és a szabadságvágyó fiatalok kedvenc járművévé. Az élénk színek és kreatív festések, amelyeket sokan használtak, tovább növelték a vonzerejét. Az autó nemcsak közlekedési eszközként funkcionált, hanem közösségi térként is; sokan éltek benne, utaztak vele fesztiválokra vagy egyszerűen csak felfedezték vele a világot.
A VW busz nem csupán egy közlekedési eszköz; kulturális jelenséggé vált. A béke és szeretet üzenete erőteljesen kapcsolódik ehhez az autóhoz. A hippik által használt buszokkal szervezett rendezvények – mint például a Woodstocki Fesztivál – hozzájárultak ahhoz, hogy a VW busz több mint egy jármű legyen: egy életstílus szimbólumává vált. A mai napig számos filmben és médiában megjelenik a VW busz mint nosztalgikus emlék, amely visszahozza azokat az időket, amikor az emberek jobban összpontosítottak az élményekre és kevesebb figyelmet fordítottak anyagi javakra. Az autó megjelenése mindig is felidézte azt az érzést, hogy „tartsd távol magad a gondoktól” – egy üzenet, amely ma is aktuális.
Manapság sokan restaurálnak régi VW buszokat vagy építenek újakat modern technológiával kombinálva. Ezek az autók továbbra is népszerűek a fesztiválokon és rendezvényeken, ahol az emberek összegyűlnek ünnepelni a békét és szeretetet. Emellett rengeteg közösség alakult ki világszerte azok körében, akik osztják ezt az életérzést. A VW busz nemcsak egy közlekedési eszköz; sokkal inkább egy mozgó emlékhelye mindannak, amit képvisel: szabadságot, kalandot és közösséget. 

## Lásd még
- Volkswagen Samba: modellautopont.hu
- Volkswagen
- Volkswagen Magyarország